# Minh Phụng (phường)
Minh Phụng là một phường thuộc Thành phố Hồ Chí Minh, Việt Nam.

## Lịch sử
Ngày 16 tháng 6 năm 2025, Ủy ban Thường vụ Quốc hội ban hành Nghị quyết số 1685/NQ-UBTVQH15 về việc sắp xếp các đơn vị hành chính cấp xã của Thành phố Hồ Chí Minh năm 2025 (có hiệu lực từ ngày 1 tháng 7 năm 2025). Theo đó, sắp xếp toàn bộ diện tích tự nhiên, quy mô dân số của Phường 1, Phường 7 và Phường 16 của Quận 11 thành phường Minh Phụng.